# Controversia Sybel-Ficker

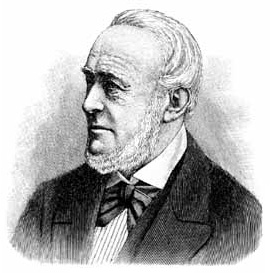
Heinrich von Sybel

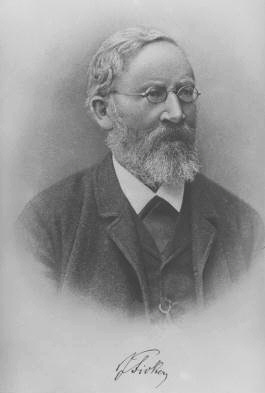
Julius Ficker

La disputa Sybel-Ficker prende il nome da una disputa tra i due storici Heinrich von Sybel (1817-1895) e Julius Ficker (1826-1902). Al di là del discorso erudito in senso stretto, la disputa fu di grande importanza per il dibattito generale tra i sostenitori di una soluzione della Grande Germania e tra i sostenitori di una Piccola Germania-Prussia alla questione tedesca. Si trattava cioè di chiarire se l'Austria doveva far parte dell'auspicato stato nazionale tedesco o se si voleva rimanere "piccolo tedesco", cioè limitato a uno stato nazionale dominato dalla Prussia.
Heinrich von Sybel cominciò la diatriba quando, in un discorso del 1859, condannò come “anazionale” la politica imperiale medievale degli Italienzug. Julius Ficker respinse la tesi di Sybel nelle sue lezioni presso l'Università di Innsbruck nel 1861 giustificò gli imperatori nella loro politica imperiale universale e allo stesso tempo "nazionale". Mentre Sybel rappresentava "visione piccol-tedesca del nord di matrice protestante della storia", Ficker, un cattolico nato a Paderborn, parlava da una grande prospettiva tedesca, in cui l'Austria era inclusa come stato-nazione.

## Contesto e conseguenze

### Stato nazionale e imperialismo
La disputa ha le sue radici nella contrapposizione tra Prussia e Austria che si era venuta a creare dal XVIII secolo. La rivalità trovò inizio con l'ascesa della Prussia di Federico il Grande a grande potenza europea, in un luogo, il Sacro Romano Impero, che era oggetto di dominio dell'arciducato d'Austria, allora sul trono imperiale. In questo contesto, il punto di vista di Sybel si trova già nelle opere storiche prussiane dell'inizio del XIX secolo e questa visione, con la fondazione dell'Impero tedesco da parte di Bismarck nel 1871, inizialmente prevalse politicamente, dopo che la rottura con l'Austria fu finalmente portata a termine nella guerra tedesca del 1866 e la vittoria della Prussia sull'Austria a Sadowa. La disputa, tuttavia, continuò come una "guerra civile scientifica" (Alfred Wilhelm Dove), si intensificò dopo la prima guerra mondiale fino agli anni '30, e raggiunse il suo punto finale con l'Anschluss con l'Unternehmen Otto nel 1938, quando il Terzo Reich divenne ufficialmente "Grande Germania". Le propaggini possono ancora essere osservate fino agli anni '50.
La disputa sulla politica imperiale medievale occupò così tanto spazio perché doveva servire a determinare quale tipo di politica doveva essere perseguita nel desiderato primo stato nazionale tedesco e quale doveva essere il contenuto dell'identità nazionale. Wilhelm Giesebrecht, come Sybel uno studente di Ranke, fece propria subito la dichiarazione pubblica di Sybel. Nella sua Geschichte der deutschen Kaiserzeit (Storia dell'era imperiale tedesca) (1855-1888) Giesebrecht scrisse: «Inoltre, il periodo imperiale è il periodo in cui il nostro popolo, forte grazie all'unità, fiorì fino al suo più alto sviluppo di potenza, dove non solo disponeva liberamente del proprio destino ma comandava anche gli altri popoli, dove l'uomo tedesco era più rispettato nel mondo e il nome tedesco aveva il significato più pieno». Sybel aggiunse che nel periodo imperiale a partire da Ottone I, gli interessi "nazionali" erano stati traditi a favore dell'Italia, e che la Italienpolitik era costata solo "inutili sacrifici". Sotto il padre di Ottone, Enrico I, era stato diverso: «Le forze della nazione, che con giusto istinto si erano riversate nelle grandi colonizzazioni dell'Est, da allora sono state sperperate in un sempre sfuggente e sempre ingannevole barlume di potere nel sud delle Alpi».
Nell'opera di Sybel, il pensiero imperialista è evidente al di là dell'approccio nazionale, che trovò espressione nel nuovo Leitmotiv della "Drang nach Osten" (spinta tedesca verso l'Est) e la cui manifestazione più importante fu vista nell'Ostsiedlung che ebbe origine nel Sacro Romano Impero. Questo è ciò a cui si riferiva Sybel. Tuttavia, questo movimento non era iniziato con Enrico I, ma era cominciato solo nel XII secolo, senza alcun obiettivo politico, e aveva portato prima attraverso l'Elba, poi attraverso l'Oder, così che la Prussia, la Sassonia e la Slesia devono la loro nascita a questo movimento di insediamento in territorio slavo. Quando nel 1891 fu fondata la Alldeutscher Verband, si disse: «L'antico impulso verso l'Est deve essere ravvivato». Friedrich Ratzel sostenne questa esigenza geopolitica nel 1898 con il suo concetto di "Lebensraum" (spazio vitale) proponendo la "Grenzkolonisation" (colonizzazione di frontiera) come alternativa alla colonizzazione transatlantica e per deviare i flussi di emigranti diretti in America verso l'Europa orientale.
Dopo la prima guerra mondiale, con la costituzione degli stati nazionali dell'Europa orientale, il problema dei “Volksdeutsche” (tedeschi etnici) che vi abitavano ricevette sempre maggiore attenzione e occupò storici, geografi e folkloristi. Con l'Anschluss dell'Austria al Reich tedesco e la "incorporazione" dei Sudeti, Adolf Hitler  fece poi i primi passi espansionistici verso est con ampio consenso, dissolvendo dapprima la sovranità dell'Austria e della Cecoslovacchia prima di spingersi più a est.
Friedrich Schneider documentò e commentò la disputa su sulla politica imperiale e sull'Ostpolitik dal punto di vista della Grande Germania in sei edizioni dal 1934 al 1943, e separatamente sulla controversia Sybel-Ficker nel 1941. «In un periodo di tremendi eventi storici» egli ascrisse, come scrisse nel 1940, la posizione di Sybel in una «visione tutta tedesca della storia» come abrogata e obsoleta: «L'Austria è tornata a casa del Reich, la Grande Germania è nata». Albert Brackmann (1871-1952) disse anche che la sua «elaborazione della dipendenza dalla Ostpolitik e Italienpolitik [...] superò la disputa sulla Kaiserpolitik del Medioevo».
Julius von Ficker non aveva alcuna possibilità in questa disputa, che riguardava il posizionamento politico nel suo presente. Nella sua risposta a Sybel nel 1861, aveva spiegato che categorie come "nazionale" o "tedesco" non potevano descrivere la realtà del X secolo. "Nazione" era quindi un termine inappropriato perché gli abitanti del Reich a quel tempo non si identificavano come "tedeschi", ma come membri delle singole "Stämme" - Sassonia, Franconia, Baviera ecc. Contro Sybel, ma anche contro Giesebrecht, fece la seguente affermazione: «L'impero, tuttavia, nella cui fondazione si dice che la coscienza nazionale era stata il fattore decisivo, non era nemmeno in quel frangente chiamato tedesco». Ciò conferma l'opinione storiografica attuale che per questo periodo dell'impero medievale si applica il termine sotto il quale esso stesso apparve: Impero Romano.

### La posizione di Sybel in Prussia, "Deutschösterreich" e nel "Mein Kampf" di Hitler
Secondo la valutazione di Sybel del 1859, la formazione dello stato nazionale tedesco, che non fu completata fino al 1871, non può essere effettuata sulla base dell'impero scioltasi nel 1806. Così conclude il suo discorso con una domanda retorica: «O non si trova ["la causa nazionale"] piuttosto dalla parte opposta, dove Enrico I ed Enrico il Leone iniziarono le loro grandi carriere, dove la germanizzazione delle nostre terre orientali riuscì alle forze combinate di tutte le tribù tedesche, dove per secoli i vessilli della Baviera, i vessilli dei Wittelsbach volarono nello splendore nazionale?».
La misura in cui la controversia sulla politica imperiale era sentita soggettivamente era evidente soprattutto in Prussia: «Ma Sybel ha appena contribuito in modo decisivo al fatto che, per parlare con Ottokar Lorenz (1902), dal momento in cui nella letteratura, anche opolare, l'impero tedesco era riconosciuto dai politici di orientamento prussiano come qualcosa da respingere, estraneo, antinazionale, per molti versi dannoso, non c'era quasi un allievo o un maestro di scuola che non dicesse a voce o per iscritto che nel nostro passato tedesco non c'era stato nulla di più infelice e ripugnante dell'impero».
Ma la posizione di Sybel trovò un ampio pubblico anche nell'Austria tedesca, sebbene Ottone I non fosse considerato il "fondatore dell'Ostmark" (cioè dell'Austria), e plasmasse, per esempio, la visione della storia di Richard Suchenwirth nella sua Deutsche Geschichte (Storia tedesca), che è stata distribuita in nuove edizioni annuali dal 1934, ma più di conseguenza quella di Adolf Hitler:
1. die hauptsächlich von Bajuwaren betätigte Kolonisation der Ostmark,
2. die Erwerbung und Durchdringung des Gebietes östlich der Elbe, und
3. die von den Hohenzollern betätigte Organisation des brandenburgisch-preußischen Staates als Vorbild und Kristallisationskern eines neuen Reiches. […]

Jene beiden ersten großen Erfolge unserer Außenpolitik sind die dauerhaftesten geblieben. […] Und es muss als wahrhaft verhängnisvoll angesehen werden, dass unsere deutsche Geschichtsschreibung diese beiden weitaus gewaltigsten und für die Nachwelt bedeutungsvollsten Leistungen nie richtig zu würdigen verstand. […] Wir schwärmen auch heute noch von einem Heroismus, der unserem Volke Millionen seiner edelsten Blutträger raubte, im Endergebnis jedoch vollkommen unfruchtbar blieb. […]

Wir setzen dort an, wo man vor sechs Jahrhunderten endete. Wir stoppen den ewigen Germanenzug nach dem Süden und Westen Europas und weisen den Blick nach dem Osten.»
1. la colonizzazione dell'Ostmark, che fu portata avanti principalmente dai bavaresi,
2. l'acquisizione e la penetrazione del territorio a est dell'Elba, e
3. l'organizzazione dello stato brandeburghese-prussiano come modello e nucleo cristallizzante di un nuovo impero, che fu portato avanti dagli Hohenzollern. [...]

Questi primi due grandi successi della nostra politica estera sono rimasti i più duraturi. [...] E deve essere considerato veramente disastroso che la nostra storiografia tedesca non sia mai stata in grado di apprezzare adeguatamente questi due risultati di gran lunga più tremendi e per i posteri più significativi. [...] Ancora oggi ci lamentiamo di un eroismo che ha privato il nostro popolo di milioni dei suoi più nobili portatori di sangue, ma che nel risultato finale è rimasto completamente sterile. [...]

Cominciamo dove si è finito sei secoli fa. Fermiamo la perpetua marcia germanica verso il sud e l'ovest dell'Europa e puntiamo l'occhio verso l'Est.»
(Adolf Hitler: Mein Kampf. Volume due, Il movimento nazionalsocialista, Monaco, 1933, pp. 733-742. L'ultima frase è stampata in grassetto ed evidenziata nell'originale.)